# Crosio della Valle
Crosio della Valle (lombardul: Croeus) település Olaszországban, Varese megyében. Lakosainak száma 616 fő (2023. január 1.). Crosio della Valle Azzate, Daverio, Mornago, Casale Litta és Sumirago községekkel határos.

## Népesség
A település népességének változása:
| Lakosok száma | 614  | 610  | 616  |
|               | 2017 | 2018 | 2023 |